# Les Serres (Cruïlles, Monells i Sant Sadurní de l'Heura)
|  | Per a altres significats, vegeu «Les Serres». |

Les Serres és una serra al límit septentrional del massís de Les Gavarres situada al municipi de Cruïlles, Monells i Sant Sadurní de l'Heura a la comarca del Baix Empordà, amb una elevació màxima de 143 metres.